# 吉川雄介
吉川 雄介（よしかわ ゆうすけ、1985年（昭和60年） - ）は、日本の経営者。NPO法人Colorbath代表理事。株式会社カラーバス（旧IGC Japan）代表取締役。IGC Business Holdings Pvt. Ltd. 取締役。世界経済フォーラム（ダボス会議）GLOBAL SHAPERS COMMUNITY OSAKA HUB（グローバルシェイパーズコミュニティー大阪ハブ）元メンバー。関西学院大学非常勤講師。

## 経歴
1985年東京生まれ。3歳のときにサッカーが好きになる。幼少の頃は幼稚園は3つ小学校は3つと多くの転校を経験している。足立区立第十中学校に通っていた。14歳でブラジル・アルゼンチンにサッカー留学。訪れたスラム街でのやりとりが原体験となり、途上国での活動を志す。
2004年、埼玉県蕨市に所在する学校法人武南学園武南高等学校を卒業。2005年、米国ポートランド州立大学社会学／文化人類学専攻。2008年、早稲田大学国際教養学部を卒業。
2008年、株式会社ベネッセコーポレーションに入社。教員向け研修や生徒・保護者向け講演、学校コンサルティングに従事。社外の活動として、途上国支援、地域活性化、地方創生、キャリア教育、スポーツ分野など、複数のNPO／NGOの組織の立ち上げに関わる。子どもが生まれた翌月にベネッセコーポレーションを退職。
二児の父。趣味はサッカー、フットサル、野外フェス、キャンプ、焚き火、サウナ。好きな言葉は「世界に変化を求めるなら、自らがその変化となれ（ガンジー）」「微力かもしれない。でも、無力ではない」。

### 年表
- 2016年（平成28年）3月24日、山口県周南市に特定非営利活動法人Colorbathを設立。代表理事に就任。
- 2017年（平成29年）6月8日、大阪市都島区に株式会社IGC Japanを設立。代表取締役に就任。
- 2018年（平成30年）1月31日、IGC Japanを大阪市淀川区に本店移転。
- 2018年5月、IGC Business Holdingとポプラグループの合弁事業によりポプラ日本語学園を設立[12]。
- 2019年（平成31年）4月15日、IGC Japanを東京都荒川区に管轄外本店移転。IGC Japanは閉鎖。現在のColorbath（カラーバス）となる。
- 2019年（令和元年）5月4日、株式会社ポプラネクサスがネパールの首都カトマンズに開設したPOPLAR JAPANESE LANGUAGE INSTITUTE（ポプラ日本語学園）のオープニングセレモニー（開校式）に学校法人ポプラ学園伊丹谷五郎理事長とともに出席[13]。
- 2021年（令和3年）3月からポプラヒューマンリソース協同組合がポプラ介護福祉学校で開講する介護職員初任者研修の科目「人権啓発に係る基礎知識」の講師として講義を担当。同年4月にポプラ介護福祉学校の入学式に参列[14][15]。
- 2024年（令和6年）5月16日、IGC Business Holdingは、株式会社公文教育研究会と同年4月に合意していた契約の調印式を行った[16]。

## 受賞歴
- 2021年（令和3年）5月12日 - Vision Hacker Awards 2021 for SDG 3 大賞受賞[17]
- 2023年（令和5年）3月14日 - 第24回西日本国際財団アジア貢献賞受賞[18]